# تاریخ تشکل‌های کارگری ایران
این مقاله به تاریخ تشکل‌های کارگری ایران می‌پردازد.

## تاریخچه
جنبش سندیکائی و اتحادیه‌ای ایران در دوران انقلاب مشروطیت توسط کارگرانی که در باکو و عشق آباد کار کرده و به وطن بازگشته بودند، بنا شد. این کارگران که عموماً با افکار سوسیال دموکراسی آشنا بودند تأثیر عمیق خود را بر روی دیگر کارگران ایرانی نیز گذاشتند. همچنین حرکت‌های انقلابی ۱۹۰۵ و ۱۹۱۷ تحولی ملموس در کارگران ایران به وجود آوردند.

### نخستین اتحادیه کارگری
در سال ۱۲۸۴ در چاپخانه‌ای کوچک در تهران نخستین اتحادیه کارگری تأسیس شد. هم‌زمان با اتحادیه کارگران چاپخانه‌ها در دیگر کارخانه‌ها نیز این امر رو به نضج نهاد، تا اینکه کارگران مشهد، تبریز، انزلی و دیگر نقاط کشور را هم در بر گرفت. شعارهای مزد عادلانه، هشت ساعت کار در روز، زمین برای دهقان و جمهوری سر داده شد.
با سرکوب انقلاب مشروطه از طرف استبداد، جنبش سندیکائی و اتحادیه‌ای نیز مورد هجوم واقع گردید، تا مانع از رسوخ افکار پیشرفته و سوسیال دموکراسی و مشروطه خواهی شود. در این بین منافع صنفی و طبقاتی کارگران به‌طور آشکارا مورد تعرض قرار گرفت. کارگران پیشرو ایرانی که مدافعان استقلال، آزادی و عدالت اجتماعی بودند، پس از جریانات انقلاب مشروطه تا سال‌های قبل از پیروزی انقلاب اکتبر آماج شدیدترین حملات ارتجاع داخلی و خارجی قرار داشتند و پادشاهان قاجار نیز از هیچ‌گونه عملی جهت سرکوب آنان خودداری نمی‌نمودند.

## دوران رشد سندیکایی پس از پیروزی انقلاب اکتبر
هنگامی که ارتجاع داخلی و همدستان خارجی‌شان جنبش سندیکایی و اتحادیه‌ای ایران را دفن‌شده می‌پنداشتند، زحمتکشان ایران با خیزشی مجدد سر برافراشتند؛ و با تأثیرپذیری از انقلاب اکتبر به بسط جنبش‌های سندیکایی دست زدند. در سال ۱۲۹۹ تعداد اتحادیه‌های کارگری تهران به ۱۵ رسیده بود، در سال ۱۳۰۰ شورای مرکزی اتحادیه‌های حرفه‌ای کارگران ایجاد شد که هدف آن رهبری جنبش سندیکائی و اتحادیه‌ای در سطح کشور بود. در عرض ۴ سال بیش از ۳۰ هزار کارگر و کارمند زیر پرچم شورای مرکزی اتحادیه‌های حرفه‌ای گرد آمدند. تحت تأثیر همین جنبش بود که در فاصلهٔ سال‌های ۱۳۰۴ –۱۳۰۰ چندین اعتصاب بزرگ، از جمله اعتصاب ۱۴ روزه کارگران چاپخانه‌ها و اولین اعتصاب کارگران نفت آبادان انجام گرفت. دولت وثوق الدوله روزانه ۸ ساعت کار، آزادی فعالیت سندیکاها و جشن اول مه را قبول نمود.
کارگران با طرح خواست‌های سیاسی و دفاع از آزادی‌های دمکراتیک علیه تسلط استعمار امپریالیسم به مبارزه برخاستند. از مهم‌ترین وقایع کارگری این دوره وصل شدن کارگران ایران به انترناسیونال کارگری بود. شورای مرکزی اتحادیه‌های حرفه‌ای ایران به عضویت سازمان بین‌المللی کارگران سندیکای جهانی کارگران پذیرفته شدند.

## دوره پهلوی

### جنبش سندیکایی در سال های (۱۳۲۰–۱۳۰۴)
سرکوب جنبش سندیکایی و اتحادیه‌ای و جلوگیری از فعالیت‌های سندیکایی و اتحادیه‌ای و غیر قانونی ساختن فعالیت حزب کمونیست، در فاصلهٔ ۱۳۱۰–۱۳۰۴ به تصویب قانونی معروف به «قانون سیاه» انجامید. کارگران شرکت نفت ساعت کار را به ۹ ساعت در روز تقلیل دادند. اتحادیهٔ مخفی کارگران راه آهن با برگزاری اعتصاب ۸۰۰ نفری، نمونه‌ای از قدرت‌یابی مجدد و رو به رشد کارگران ایرانی را به نمایش گذاشت.

### دوران شکوفایی جنبش سندیکایی در ایران (۱۳۳۲–۱۳۲۰)
جنبش کارگران ایران از سال ۱۳۲۰ الی ۱۳۲۶ فعالیتی علنی داشت و تعداد کارگران صنایع ماشینی بیشتر شده بود. با به‌کارگیری تجربیات گذشته طی آن سال‌ها گام‌های مهمی درراه گسترش سندیکاها برداشته شد. در این سال‌ها ابتدا اتحادیه‌های مختلف کارگری و سندیکاها شکل گرفتند و از اتحاد آن‌ها شورای مرکزی اتحادیه کارگران ایران با ۳۰ هزار عضو در ۱۳۲۱ با پا به عرصه وجود گذاشت. بالاخره شورای متحده مرکزی اتحادیه کارگران و زحمتکشان ایران در اول ماه مه ۱۳۲۳ تأسیس گردید؛ که این امر متقابلاً در تسریع تشکیل سندیکاها و اتحادیه‌های کارگری در بخشهای مختلف نقش بسزایی داشت. از آن جمله تشکیل سندیکای کارگران نفت و پیوستن آن به شورای متحده مرکزی تحت نام سندیکای کارگران نفت خوزستان، دستاورد مهمی بود. بدین ترتیب وحدت کامل جنبش سندیکایی ایران در سراسر کشور تأمین گردید. بیش از ۳۰۰ هزار کارگر ایرانی زیر پرچم شورای متحده مرکزی اتحادیه کارگران و زحمتکشان ایران، به عنوان مهم‌ترین سازمان سندیکایی ایران و خاورمیانه گرد هم آمدند. این تشکل در سال ۱۳۲۵ از طرف فدراسیون جهانی کارگران مورد شناسایی قرار گرفت و به عضویت فدراسیون سندیکایی جهان در آمد. در آن زمان احزاب کارگری و ملی کشور، حتی دولت و وزارت کار، شورای متحده مرکزی را به رسمیت شناختند و حق نمایندگی در شورای عالی کار به شورای متحده مرکزی داده شد.
در خرداد ۱۳۲۴ اولین اعتصاب شش‌روزه یک هزار کارگر نفت در کرمانشاه صورت گرفت. سال بعد ۱۰ هزار نفر از کارگران نفت آغاجاری به مدت ۱۴ روز در اعتصاب بودند. عدم رسیدگی به خواسته‌های کارگران ۲ ماه بعد موجب اعتصابی ۱۰۰ هزار نفری گردید، که علاوه بر خواست‌های صنفی خواست‌های سیاسی از جمله عدم دخالت کارگزاران انگلیسی در شرکت نفت را در پی داشت. فعالیت و نقش حزب تودهٔ ایران در این جریانات کاملاً مشهود بود.

## تشکل‌های کارگری بعد از انقلاب ۵۷
با اوج‌گیری انقلاب ۱۳۵۷ با سازماندهی کمیته‌های اعتصاب، در مراکز کار اعتصاب سراسری را در کشور به راه انداختند. با پیوستن کارگران صنعت نفت به اعتصاب در تیر ماه ۵۷ حرکات کارگری به اوج خود رسید. از درون کمیته‌های مخفی اعتصاب شوراهای کارگری در اکثر کارخانجات و مؤسسات صنعتی شکل گرفت، و در کوتاه‌ترین زمان شوراهای کارگری کارخانجات توانستند مدیریت موسسات و کنترل تولید و توزیع را به‌دست گیرند. از بهم پیوستن شوراهای سازمانی کارگری تحت نام «خانه کارگر» متولد شد. تشکیلات «خانه کارگر» محل تجمع فعالان کارگری تهران و شهرستان‌ها گردید. بعد از پیروزی انقلاب سندیکای کارگران پروژه‌ای اخراجی و بیکار در آبادان، شیراز و تهران تشکیل گردید که در آبادان بیش از ۱۸۰۰۰ عضو، در شیراز ۵۰۰۰ و در تهران حدود ۸۰۰۰ عضو داشت. این سندیکا در شیراز توانست برای یک دوره ۶ ماهه حق بیکاری را از دولت موقت طلب کرده و بدین وسیله نقش سندیکا و اعتبار آن را در بین کارگران افزایش دهد. متأسفانه در فضای سرکوب این سندیکا مورد حمله قرار گرفت و بسیاری از اسناد آن به غارت رفت.
همراه با این تشکل سراسری، در شهرهای بزرگ کشور «انجمن همبستگی» کارگران عمدتاً از تجمع کارگران صنوف و کارگاه‌های تولیدی کوچک شکل گرفت. مبارزه علیه طرح‌های قانون کار که در قانون کار پیشنهادی احمد توکلی وزیر کار وقت متجلی می‌گردید و برای تصویب قانون کار مترقی و متناسب با خواست کارگران از اقدامات عملی و مؤثر این دو تشکل کارگری بود.
با شروع جنگ احزاب و سازمان‌های مدافع کارگری غیر قانونی و سندیکاها و اتحادیه‌های کارگری منحل شدند. نشریات کارگری توقیف، فعالان کارگری از کار اخراج و تحت پیگرد قرار گرفتند. هزاران کارگر دستگیر و بیش از پانصد کارگر به جوخه‌های اعدام سپرده شدند. عده کثیری از کارگران نیز مجبور به ترک محل کار و زندگی خود شده، یا به تبعید رفتند. شوراهای کارگری یکی پس از دیگر منحل و با تصویب لایحه‌ای قانونی شوراهای اسلامی کار جایگزین آن‌ها شدند. با حمله به خانه کارگر این نهاد مستقل کارگری از دست کارگران درآمده، در اختیار حکومت قرار گرفت. از آن پس اشخاصی همچون محجوب، کمالی، ربیعی، سرحدی‌زاده که هر کدام بعدها به وزارت و نمایندگی مجلس رسیدند، هدایت این تشکیلات دولتی شده را بر عهده گرفتند.
طی سه دهه مدیریت دولتی بر تشکل‌های رسمی کارگری به عنوان عامل تفرقه و سرکوب جنبش‌های مستقل کارگری عمل نموده. از آن جمله‌ است حمله سندیکای مستقل شرکت واحد و سرکوب فعالان کارگری، همکاری با ارگان‌های اطلاعاتی و امنیتی در تقابل با حرکت کارگران ایران خودرو دیزل، لاستیک‌سازی البرز و نیشکر هفت تپه.